# Eriospermum dyeri
Eriospermum dyeri là một loài thực vật có hoa trong họ Măng tây. Loài này được Marloth ex Archibald mô tả khoa học đầu tiên năm 1960.